# Jumpin’ Jack Flash (singel)
Jumpin’ Jack Flash – blues rockowy utwór grupy The Rolling Stones. Powstał podczas sesji nagrań do płyty Beggars Banquet, jednak wydany został w 1968 jako singel nie znajdujący się na żadnym albumie. Kompozycja i tekst są dziełem autorskiego duetu Jagger/Richards. Jest to zarazem jeden z największych przebojów grupy, jak i jeden z hymnów definiujących kontrkulturę lat 60. XX wieku. Utwór znalazł się na 125. miejscu listy 500 utworów wszech czasów magazynu Rolling Stone oraz na 131. miejscu podobnej listy magazynu NME. Jest to najczęściej grana piosenka na koncertach The Rolling Stones.

## Brzmienie utworu
Główny riff gitarowy utworu jest niemal bliźniaczy z tym, który słychać w starszym przeboju Stonesów – „(I Can’t Get No) Satisfaction” (1965). Jak przyznaje sam Keith Richards, jego ścieżka w „Jumpin’ Jack Flash” jest odwróconą kompozycją „Satisfaction”, w której użyto jednak innych efektów gitarowych. Riff z „Jumpin’ Jack Flash” powszechnie uznaje się za jeden z najlepszych w dorobku Stonesów.

### Wykonawcy
- Mick Jagger – śpiew, marakasy
- Keith Richards – gitara elektryczna, gitara basowa, instrumenty perkusyjne, wokal wspierający
- Charlie Watts – perkusja
- Ian Stewart – fortepian
- Bill Wyman – organy

## Obecność w popkulturze
- Fragment utworu został wykorzystany w filmie Ulice nędzy (1973; reż. Martin Scorsese), podczas sceny spotkania Charliego i Johnny'ego Boya w barze.
- Utwór znalazł się w końcowej scenie filmu Las Vegas Parano (1998; reż. Terry Gilliam)
- Komedia szpiegowska Jumpin’ Jack Flash (1986) zawdzięcza swój tytuł utworowi The Rolling Stones.

## Niektóre covery
- Aretha Franklin na soundtracku do filmu Jumpin’ Jack Flash (1986)
- Motörhead na albumie Bastards (reedycja z 2001)
- The Beach Boys na albumie The Beach Boys in Concert (1973)
- Tina Turner podczas trasy koncertowej Tina: Live in Concert Tour